# Вотерлу (Алабама)
Вотерлу (енгл. Waterloo) град је у америчкој савезној држави Алабама. По попису становништва из 2010. у њему је живело 203 становника.

## Демографија
Према попису становништва из 2010. у граду је живело 203 становника, што је 5 (2,4%) становника мање него 2000. године.
| Група             | 2000.       | 2010.       |
| Белци             | 202 (97,1%) | 201 (99,0%) |
| Афроамериканци    | 0 (0,0%)    | 1 (0,5%)    |
| Азијати           | 0 (0,0%)    | 0 (0,0%)    |
| Хиспаноамериканци | 3 (1,4%)    | 0 (0,0%)    |
| Укупно            | 208         | 203         |